# Puliciphora sobria
Puliciphora sobria är en tvåvingeart som beskrevs av Borgmeier 1960. Puliciphora sobria ingår i släktet Puliciphora och familjen puckelflugor. Inga underarter finns listade i Catalogue of Life.